# فيميليا
فيميليا هو كتاب من 32 صورة كاملة الألوان من الفرج البشري، تم تحريره بواسطة جواني بلانك ونشره لأول مرة من قبل ذا بريس داون في عام 1993. تم نشر طبعة طبع بواسطة لاست جاسب في عام 2011. التقطت الصور من قبل تي كورين، ومايكل بيري، وجيل بوسنر، ومايكل أ. روزين. يتم تقديم الصور دون تعليق، باستثناء مقدمة بلانك الفارغة عن المجلد ككل.

## التاريخ
فيميليا وهي الكلمة التي استخدمت كعنوان للكتاب حيث تم اتخاذها من رواية «فوكس» بواسطة الكاتب «نيكلسون بيكر».  أما بالنسبة للصور التي هي من قبل  كورتين وبيري؛ فقد تم اتخاذها قبل سنين من طباعة النسخة الاصلية عام 1993، والتي هي بواسطة بوزنر وروزين تم اتخاذها خصيصا لأدراجهم في الطبعة الاولي  من كتاب فيميليا.
نشأت «فيميليا» في أعمال بلانك علي المدي الطويل كمعلمة للجنس النسوي. حيث أنها شعرت بأن الصور الفوتوغرافية الطبية والاباحية للاعضاء التناسيلية للإناث غير كافية لأغراضها. وقد أعربت بلانك عن أسفها في مقدمتها لعدم وجود صور فوتوغرافية متاحة بيسر للفرج بخلاف الصورة التي تم تحريرها بشكل شديد في المواد الاباحية الموجهة للذكور وان الشعور الناتج عن ذلك من جانب غالبية النساء هو «أن بطريقة ما أو بأخري، فأن أعضائهم التناسيلية ليست بطبيعية».

## الاستجابة النسوية
تناقض المؤلفون النسائيون بشكل حاد بين صور الفرج المتواجدة في فيميليا وتلك التي المتواجدة في المواد الاباحية للذكور وفي المصادر الطبية الحيوية. حيث يتميز تصوير فيميليا للفرج كان دقيقا، ونزيها، ونفتحا، وصادقا؛ كما انه تظهرها «بالحقيقة الصارخة»، حيث انها تعزز علي رؤية ايجابية للفرج، وتؤكد علي تنوع شكل الفرج من انثي لاخري، بالإضافة الي الاراء ووجهات النظر حول شكل الفرج من جانب كل من الرجال والنساء والتاكيد علي استقلالية النساء. علي النقيض من ذلك، فان تصوير  الفرج في المواد الاباحية والعلوم الطبية الحيوية؛ تتميز بأنها منمقة وموحدة، بأستثناء النساء اللائي لا تتطابق اعضائهن التناسيلية مع جسدهم. بالإضافة الي وصف الصور الاباحية، حيث وصفتها بالسلعية، أما الصور الطبية أشارت اليها بالعمقمة. حيث دعا المدافعوا عم الجنس النسائي الي الاطلاع الي الصور في كتاب فيميليا كنوع من التدريب لمساعدة النساء كنوع من التوعية الايجابية لهم.

## العلم والطب
هناك دراسات عن الاختلافات المنهجية في تصوير الاعضاء التناسلية للإناث في المواد الاباحية، والكتب المدرسية للتشريح، والمنشورات النسوية، حيث استخدمت فيميليا كأحد المصادر الثلاثة لتصوير وتوضيح العينات في فئة المنشورات النسوية. وجدت هذه الدراسة فرقا احصائيا ذو دلالة بين المنشورات الاباحية والنسوية علي الإنترنت، حيث اوضحت حجم الشفران الصغيرين، مع زيادة بروزه في المنشورات النسوية.ووجد أيضا تبانيا أكبر في النسب التناسيلية المقاسه الموضحة في المنشورات النسوية مقارنة بالفئتان الاخري من المصادر.
«فيميليا» استخدمت كواحد من المصدرين، لتصوير عينة من تشويه الاعضاء التناسلية الانثوية والاخري كانت (مجلة بنتهاوس) في الدارسة النفسية للعلاقة بين التصورات الجمالية للمرأة  للاعضاء التناسلية للإناث ومواقفهم تجاه الفحوصات النسائية. وبشكل أكثر تحديدا، فأن الفحوصات كانت مثل مسحة عنق الرحم، وكانت هناك مواقف ذات صلة وهي مثل القلق، والاحراج، مما تتسبب في احتمال إلغاء اوالحفاظ علي موعد مسحة عنق الرحم.

## الدور التعليمي في الممارسة السريرية
لقد نشرت الكلية الملكية الاسترالية (RACGP) وثيقة ارشادية، من تأليف الدكتورة ماجدالينا سيمونيس تحت اشراف (RACGP)، تهدف الي اعلام اخصائئ الرعاية الصحية بجراحة التجميل التناسلية للإناث (FGCS)، مثل الشفران الصغيران، وتقديم المشورة لهم حول اداراة طلبات المرضي لختان الإناث. وفي هذه الوثيقة، وضحت  دكتور سيمونيس علي انه لا يوجد تقدير للتنوع وشكل الجهاز التناسلي للإناث، وهذا الجرم ليس فقط  من جانب الاهل ولكن أيضا من جانب الطيب المشارك في هذا التشويه. حيث دعت سيمونيس الي قراءة «فيميليا» كأداة لتثقيف المرضي حول التنوع التناسلي، لانه يصور جزئيا التنوع التناسلي للمرأة. وقد اشارت دكتور سيمونيس الي استخدام «فيميليا» كمحتوي تعليمي لتوعية ورؤية  الصور والمصلقات التي علي إدارة الطلب علي ختان الإناث من جانب متخصصي الرعاية الصحية.
صرح عالم الانثروبولوجيا الطبية اريك بليمونيزبأن:
الالتزام النسائي بالتمثيل غير المتوسط ظاهريا للاعضاء التناسلية «الطبيعية» هو التزام تم الاعتراف به أيضا من الخبراء الطبيين. «فيميليا» بها الكثير من المعلومات الادبية عن الممارسة السريرية عن هذا الموضوع. وثائق بليمونس  استعانوا أيضا ب«فيميليا» كمورد لاثبات تنوع الاعضاء التناسلية للإناث، وتثقيف كل من الاطباء والمرضي  حول ان ظهور الفرج طبيعي  واعتقادهم «بأنها واحدة من الصورالقليلة جدا من التصوير الفوتوغرافي للفرج» الطبيعي«وتواجده شئ طبيعي»